# Saison 1987-1988 du Stade rennais FC
Maillots
Chronologie
Saison précédente Saison suivante
La saison 1987-1988 du Stade rennais football club débute le 18 juillet 1987 avec la première journée du Championnat de France de Division 2, pour se terminer le 21 mai 1988 avec la dernière journée de cette même compétition.
Le Stade rennais FC est également engagé en Coupe de France.

## Résumé de la saison
Après bien des interrogations sur l'identité du futur entraîneur du Stade rennais, le successeur de Patrick Rampillon à la tête de l'équipe première est désigné : c'est Raymond Keruzoré qui prend les commandes. Après avoir débuté comme entraîneur à Guingamp, « Keru » a passé une excellente saison avec Brest en D1 (avec une huitième place, le club finistérien vient de réaliser la meilleure performance de son histoire), mais il est également en conflit avec son président, François Yvinec. Douze ans après son départ, en tant que joueur, du Stade rennais, Keruzoré y fait donc son deuxième retour. Il décide en juillet de demander à Jean Prouff, désormais âgé de 68 ans, de le seconder dans certaines fonctions techniques.
Le changement d'entraîneur s'accompagne d'une révolution dans l'effectif puisque celui-ci est en grande partie renouvelé. De nombreux joueurs cadres quittent le club, ce qui permet un allègement de 50 % de la masse salariale. Angloma, Christophe, Danio, Lanthier, Ninot, Relmy, Rio, Soler, Voordeckers et Zambelli font ainsi leurs valises. Comme en 1977, le recrutement est lui principalement axé sur des joueurs du grand Ouest, souvent peu expérimentés, parmi lesquels François Denis. Quelques autres joueurs les encadrent, comme le Lavallois Michel Audrain, le Sétois Gaëtan Brusseau, l'attaquant martiniquais Jean-Michel Bridier ou les internationaux étrangers Imre Garaba et Djamel Tlemçani.
L'effectif totalement bouleversé, la mayonnaise tarde à prendre, et le SRFC pointant début septembre à la place de premier non-relégable. Peu à peu, les hommes de Keruzoré parviennent à relever la tête pour se fixer dans le ventre mou du classement. Avec une formation solide à domicile, mais d'une consternante inefficacité à l'extérieur (pour la seconde saison consécutive, le Stade rennais se montre incapable de remporter le moindre match hors de ses bases), le Stade rennais ne pouvait raisonnablement pas ambitionner une remontée en D1, et ce malgré l'apport lors de la deuxième partie de saison de l'efficace buteur néerlandais Erik van den Boogaard.
Dans les faits, le principal facteur de changement intervient cette saison dans les hautes sphères du club. Mi-octobre, le conseil municipal adopte le principe d'une mutation du Stade rennais football club en société d'économie mixte. Il est décidé que la municipalité y prendra une participation à hauteur de 47 %, Pfizer en obtenant 29 %, et l'association « Stade rennais » 4 %. Le reste est partagé entre diverses entreprises locales et nationales, le club des supporters, et divers organismes. Prévue au 1er janvier 1988, la mise en place de la SEM est finalement effective le 19 mars 1988. À cette date, Jean-Raphaël Soucaret reprend la présidence du club après l'avoir provisoirement abandonnée en novembre à Gérard Duval. Parmi les objectifs de la nouvelle structure, le développement du centre de formation, une augmentation du budget, et une réfection du stade de la route de Lorient.

## Transferts en 1987-1988
| Nom                   | Nationalité          | Provenance/Destination |
| Arrivées              |                      |                        |
| Michel Audrain        | France               | Stade lavallois        |
| Éric Benoit           | France               | Olympique de Marseille |
| Jean-Michel Bridier   | France               | Matra Racing           |
| Gaëtan Brusseau       | France               | FC Sète                |
| Joël Cantona          | France               | Olympique de Marseille |
| François Denis        | France               | USSC Redon             |
| Christophe Fauvel     | France               | US Saint-Gilles        |
| Imre Garaba           | Hongrie              | Budapest Honvéd        |
| Yannick Le Guen       | France               | CPB Rennes             |
| Gianni Sourisseau     | France               | Formé au club          |
| Djamel Tlemçani       | Algérie              | Stade quimpérois       |
| Thierry Turban        | France               | USSC Redon             |
| Erik van den Boogaard | Pays-Bas             | MVV Maastricht         |
| Départs               |                      |                        |
| Jocelyn Angloma       | France               | Lille OSC              |
| Franck Barthélémy     | France               | FC Gueugnon            |
| Jacky Charrier        | France               | FC Lorient             |
| Didier Christophe     | France               | Stade de Reims         |
| Didier Danio          | France               | Stade de Reims         |
| Gilles Gallou         | France               | AARC Mouscron          |
| Guy Lacombe           | France               | AS Cannes              |
| Gérard Lanthier       | France               | US Orléans             |
| Florent Le Garrec     | France               | CS Meaux               |
| Thierry Ninot         | France               | Nîmes Olympique        |
| Uwe Reinders          | Allemagne de l'Ouest | Eintracht Braunschweig |
| Mario Relmy           | France               | Chamois Niortais FC    |
| Patrice Rio           | France               | AS Sautron             |
| Patrick Sembel        | France               | SAS Épinal             |
| Gérard Soler          | France               | US Orléans             |
| Daniel Solsona        | Espagne              | UE Sant Andreu         |
| Eddy Voordeckers      | Belgique             | KAA La Gantoise        |
| Henri Zambelli        | France               | US Orléans             |

## L'effectif de la saison
| Poste¹ | Nat.² | Nom                   | Naissance         | Sélection³ | Championnat | Championnat | Coupe France | Coupe France | Total Saison | Total Saison | Notes                           |
| Poste¹ | Nat.² | Nom                   | Naissance         | Sélection³ | M           | But inscrit | M            | But inscrit  | M            | But inscrit  | Notes                           |
| ------ | ----- | --------------------- | ----------------- | ---------- | ----------- | ----------- | ------------ | ------------ | ------------ | ------------ | ------------------------------- |
| M      | FRA   | Michel Audrain        | 6 janvier 1961    | -          | 30          | 3           | 3            | 0            | 33           | 3            |                                 |
| A      | FRA   | Philippe Barraud      | 23 octobre 1965   | -          | 20          | 1           | 2            | 0            | 22           | 1            |                                 |
| M      | FRA   | Éric Benoit           | 15 septembre 1956 | -          | 8           | 0           | 0            | 0            | 8            | 0            |                                 |
| G      | FRA   | Gilles Bourges        | 21 mai 1963       | -          | 16          | 0           | 1            | 0            | 17           | 0            |                                 |
| A      | FRA   | Jean-Michel Bridier   | 13 février 1963   | -          | 27          | 5           | 3            | 1            | 30           | 6            |                                 |
| D      | FRA   | Gaëtan Brusseau       | 19 août 1965      | -          | 30          | 0           | 3            | 0            | 33           | 0            |                                 |
| A      | FRA   | Joël Cantona          | 20 octobre 1967   | -          | 9           | 1           | 1            | 0            | 10           | 1            |                                 |
| A      | FRA   | Laurent Delamontagne  | 9 octobre 1965    | B          | 29          | 5           | 3            | 4            | 32           | 9            |                                 |
| D      | FRA   | François Denis        | 14 mai 1964       | -          | 17          | 0           | 2            | 0            | 19           | 0            |                                 |
| D      | FRA   | Alain Doaré           | 28 novembre 1963  | -          | 25          | 0           | 2            | 0            | 27           | 0            |                                 |
| A      | FRA   | Christophe Fauvel     | 11 janvier 1970   | -          | 2           | 1           | 0            | 0            | 2            | 1            |                                 |
| D      | HUN   | Imre Garaba           | 29 juillet 1959   | A          | 32          | 1           | 3            | 3            | 35           | 4            |                                 |
| M      | FRA   | Frédéric Guimard      | 12 juin 1970      | -          | 7           | 0           | 0            | 0            | 7            | 0            |                                 |
| G      | FRA   | Pierrick Hiard        | 27 avril 1955     | A          | 12          | 0           | 2            | 0            | 14           | 0            |                                 |
| M      | FRA   | Serge Le Dizet        | 27 juin 1964      | B          | 32          | 0           | 3            | 1            | 35           | 1            |                                 |
| D      | FRA   | Gilbert Le Goff       | 13 mai 1958       | -          | 26          | 2           | 3            | 0            | 29           | 2            |                                 |
| M      | FRA   | Yannick Le Guen       | 20 novembre 1968  | -          | 5           | 0           | 0            | 0            | 5            | 0            |                                 |
| G      | FRA   | Franck Mantaux        | 19 août 1965      | -          | 6           | 0           | 0            | 0            | 6            | 0            |                                 |
| D      | FRA   | Dominique Marais      | 28 décembre 1955  | -          | 13          | 0           | 3            | 0            | 16           | 0            |                                 |
| D      | FRA   | Thierry Robert        | 20 septembre 1964 | -          | 27          | 0           | 2            | 0            | 29           | 0            |                                 |
| A      | FRA   | Gianni Sourisseau     | 31 août 1968      | -          | 5           | 0           | 0            | 0            | 5            | 0            |                                 |
| M      | ALG   | Djamel Tlemçani       | 16 avril 1955     | A          | 22          | 5           | 1            | 0            | 23           | 5            |                                 |
| M      | FRA   | Thierry Turban        | 16 juillet 1965   | -          | 12          | 1           | 0            | 0            | 12           | 1            |                                 |
| A      | NED   | Erik van den Boogaard | 19 avril 1964     | -          | 12          | 7           | 2            | 1            | 14           | 8            | Arrive en janvier de Maastricht |

- 1 : G, Gardien de but ; D, Défenseur ; M, Milieu de terrain ; A, Attaquant
- 2 : Nationalité sportive, certains joueurs possédant une double-nationalité
- 3 : sélection la plus élevée obtenue

## Équipe-type
Il s'agit de la formation la plus courante rencontrée en championnat.

## Les rencontres de la saison

### Liste
| Match | Date         | Compétition           | Tour        | Adversaire          | Lieu ¹ | Score | Class. | Buteurs pour le Stade rennais                |
| ----- | ------------ | --------------------- | ----------- | ------------------- | ------ | ----- | ------ | -------------------------------------------- |
| 1     | 18 juillet   | Division 2 - Groupe B | 1           | Abbeville           | E      | 1-1   | 9      | Cantona                                      |
| 2     | 25 juillet   | Division 2 - Groupe B | 2           | Saint-Dizier        | D      | 2–1   | 6      | Delamontagne Tlemçani                        |
| 3     | 1er août     | Division 2 - Groupe B | 3           | Nancy               | E      | 0-1   | 8      |                                              |
| 4     | 7 août       | Division 2 - Groupe B | 4           | Dunkerque           | D      | 0–1   | 11     |                                              |
| 5     | 15 août      | Division 2 - Groupe B | 5           | Rouen               | E      | 1–2   | 15     | Tlemçani                                     |
| 6     | 19 août      | Division 2 - Groupe B | 6           | La Roche-sur-Yon    | D      | 1-0   | 12     | Bridier                                      |
| 7     | 22 août      | Division 2 - Groupe B | 7           | Strasbourg          | E      | 0-3   | 14     |                                              |
| 8     | 29 août      | Division 2 - Groupe B | 8           | Guingamp            | D      | 1–1   | 15     | Audrain                                      |
| 9     | 2 septembre  | Division 2 - Groupe B | 9           | Melun-Fontainebleau | E      | 0–0   | 15     |                                              |
| 10    | 12 septembre | Division 2 - Groupe B | 10          | Valenciennes FC     | D      | 3–1   | 12     | Garaba Delamontagne Tlemçani                 |
| 11    | 3 octobre    | Division 2 - Groupe B | 11          | Mulhouse            | D      | 1–0   | 10     | Bridier                                      |
| 12    | 7 octobre    | Division 2 - Groupe B | 12          | Reims               | E      | 1-2   | 13     | Bridier                                      |
| 13    | 10 octobre   | Division 2 - Groupe B | 13          | Lorient             | E      | 0-0   | 12     |                                              |
| 14    | 17 octobre   | Division 2 - Groupe B | 14          | Angers              | E      | 0–0   | 12     |                                              |
| 15    | 24 octobre   | Division 2 - Groupe B | 15          | Beauvais            | D      | 2-0   | 10     | Barraud Turban                               |
| 16    | 31 octobre   | Division 2 - Groupe B | 16          | Caen                | E      | 2-3   | 9      | Le Goff Delamontagne                         |
| 17    | 7 novembre   | Division 2 - Groupe B | 17          | Quimper             | D      | 3-1   | 9      | Delamontagne Tlemçani Bridier                |
| 18    | 14 novembre  | Division 2 - Groupe B | 18          | Saint-Dizier        | E      | 0–1   | 10     |                                              |
| 19    | 21 novembre  | Division 2 - Groupe B | 19          | Nancy               | D      | 0–0   | 10     |                                              |
| 20    | 28 novembre  | Division 2 - Groupe B | 20          | Dunkerque           | E      | 2–2   | 9      | Audrain Tlemçani                             |
| 21    | 5 décembre   | Division 2 - Groupe B | 21          | Rouen               | D      | 2-0   | 8      | Audrain Bridier                              |
| 22    | 12 décembre  | Division 2 - Groupe B | 22          | La Roche-sur-Yon    | E      | 0–3   | 10     |                                              |
| 23    | 19 décembre  | Coupe de France       | 7e tour     | Le Mans (D3)        | E      | 2-1   | 2-1    | Garaba Le Dizet                              |
| 24    | 13 février   | Coupe de France       | 8e tour     | Baud (DH)           | D      | 7-0   | 7-0    | Garaba Bridier van den Boogaard Delamontagne |
| 25    | 20 février   | Division 2 - Groupe B | 23          | Strasbourg          | D      | 4–0   | 9      | Le Goff van den Boogaard Simón (csc)         |
| 26    | 27 février   | Division 2 - Groupe B | 24          | Guingamp            | E      | 0-1   | 10     |                                              |
| 27    | 4 mars       | Division 2 - Groupe B | 25          | Melun-Fontainebleau | D      | 1–0   | 9      | van den Boogaard                             |
| 28    | 12 mars      | Coupe de France       | 1/32 finale | Quimper             | N      | 1-4   | 1-4    | Garaba                                       |
| 29    | 19 mars      | Division 2 - Groupe B | 26          | Valenciennes FC     | E      | 0-0   | 8      |                                              |
| 30    | 25 mars      | Division 2 - Groupe B | 27          | Reims               | D      | 1–1   | 8      | van den Boogaard                             |
| 31    | 2 avril      | Division 2 - Groupe B | 28          | Mulhouse            | E      | 0-1   | 9      |                                              |
| 32    | 9 avril      | Division 2 - Groupe B | 29          | Lorient             | D      | 1–0   | 8      | van den Boogaard                             |
| 33    | 16 avril     | Division 2 - Groupe B | 30          | Angers              | D      | 0-3   | 9      |                                              |
| 34    | 30 avril     | Division 2 - Groupe B | 31          | Beauvais            | E      | 0–1   | 11     |                                              |
| 35    | 7 mai        | Division 2 - Groupe B | 32          | Caen                | D      | 1–2   | 12     | van den Boogaard                             |
| 36    | 14 mai       | Division 2 - Groupe B | 33          | Quimper             | E      | 1–1   | 12     | van den Boogaard                             |
| 37    | 21 mai       | Division 2 - Groupe B | 34          | Abbeville           | D      | 2–0   | 10     | Delamontagne Fauvel                          |

- 1 N : terrain neutre ; D : à domicile ; E : à l'extérieur ; drapeau : pays du lieu du match international

## Bilan des compétitions
| Compétition     | Vainqueur final | Débute au tour | Place ou tour final | Première rencontre | Dernière rencontre | Nombre |
| --------------- | --------------- | -------------- | ------------------- | ------------------ | ------------------ | ------ |
| Division 2      | RC Strasbourg   | 1re journée    | 10e du Groupe B     | 18 juillet 1987    | 21 mai 1988        | 34     |
| Coupe de France | FC Metz         | 7e tour        | 1/32 de finale      | 19 décembre 1987   | 12 mars 1988       | 3      |

### Division 2 - Groupe B

#### Classement
| Rang | Équipe       | Pts | J  | G  | N  | P  | Bp | Bc | Diff |
| ---- | ------------ | --- | -- | -- | -- | -- | -- | -- | ---- |
| 7    | Reims        | 35  | 34 | 12 | 11 | 11 | 42 | 40 | +2   |
| 8    | Dunkerque    | 33  | 34 | 10 | 13 | 11 | 34 | 34 | 0    |
| 9    | Valenciennes | 33  | 34 | 10 | 13 | 11 | 35 | 43 | -8   |
| 10   | Rennes       | 32  | 34 | 11 | 10 | 13 | 33 | 33 | 0    |
| 11   | Abbeville    | 31  | 34 | 11 | 9  | 14 | 31 | 36 | -5   |
| 12   | Guingamp     | 31  | 34 | 9  | 13 | 12 | 42 | 55 | -13  |
| 13   | Beauvais     | 31  | 34 | 9  | 13 | 12 | 23 | 37 | -14  |

#### Résultats
| Total  | Total  | Total | Total | Total | Total | Total | Total | Domicile | Domicile | Domicile | Domicile | Domicile | Domicile | Extérieur | Extérieur | Extérieur | Extérieur | Extérieur | Extérieur |
| Matchs | Points | V     | N     | D     | BP    | BC    | Diff. | V        | N        | D        | BP       | BC       | Diff.    | V         | N         | D         | BP        | BC        | Diff.     |
| ------ | ------ | ----- | ----- | ----- | ----- | ----- | ----- | -------- | -------- | -------- | -------- | -------- | -------- | --------- | --------- | --------- | --------- | --------- | --------- |
| 34     | 32     | 11    | 10    | 13    | 33    | 33    | 0     | 11       | 3        | 3        | 25       | 11       | +14      | 0         | 7         | 10        | 8         | 22        | -14       |

#### Résultats par journée
| Journée   | 01 | 02 | 03 | 04 | 05 | 06 | 07 | 08 | 09 | 10 | 11 | 12 | 13 | 14 | 15 | 16 | 17 | 18 | 19 | 20 | 21 | 22 | 23 | 24 | 25 | 26 | 27 | 28 | 29 | 30 | 31 | 32 | 33 | 34 |
| --------- | -- | -- | -- | -- | -- | -- | -- | -- | -- | -- | -- | -- | -- | -- | -- | -- | -- | -- | -- | -- | -- | -- | -- | -- | -- | -- | -- | -- | -- | -- | -- | -- | -- | -- |
| Terrain   | E  | D  | E  | D  | E  | D  | E  | D  | E  | D  | D  | E  | E  | E  | D  | E  | D  | E  | D  | E  | D  | E  | D  | E  | D  | E  | D  | E  | D  | D  | E  | D  | E  | D  |
| Résultats | N  | V  | D  | D  | D  | V  | D  | N  | N  | V  | V  | D  | N  | N  | V  | D  | V  | D  | N  | N  | V  | D  | V  | D  | V  | N  | N  | D  | V  | D  | D  | D  | N  | V  |
| Points    | 1  | 3  | 3  | 3  | 3  | 5  | 5  | 6  | 7  | 9  | 11 | 11 | 12 | 13 | 15 | 15 | 17 | 17 | 18 | 19 | 21 | 21 | 23 | 23 | 25 | 26 | 27 | 27 | 29 | 29 | 29 | 29 | 30 | 32 |
| Place     | 9  | 6  | 8  | 11 | 15 | 12 | 14 | 15 | 15 | 12 | 10 | 13 | 12 | 12 | 10 | 9  | 9  | 10 | 10 | 9  | 8  | 10 | 9  | 10 | 9  | 8  | 8  | 9  | 8  | 9  | 11 | 12 | 12 | 10 |

Source : Liste des rencontres

Terrain : D = Domicile ; E = Extérieur. Résultat: D = Défaite ; N = Nul ; V = Victoire.